# Скоп, Юрий Сергеевич
Ю́рий Серге́евич Скоп (6 марта 1936, Иркутская область — 21 февраля 2020, Рига) — советский прозаик, очеркист, сценарист.
Член Союза писателей СССР. Лауреат Государственной премии РСФСР имени братьев Васильевых (1982).

## Биография
Родился 6 марта 1936 года в Иркутской области, в селе Манзурка Качугского района.
Писал очерки; в 1963 году в соавторстве с В. М. Шугаевым написал повесть «Мы придём в город утром».
В 1968 году поступил на Высшие литературные курсы режиссёров и сценаристов, где его руководителем был В. М. Шукшин, о котором Скоп оставил воспоминания.
Умер от рака 21 февраля 2020 года.
Был дважды женат. От первого брака у него остались дочери Дарья и Устинья. С 1981 года он был женат вторым браком на латышской певице Маргарите Вилцане, жил с ней в Риге. В 2006 году они обвенчались в местной церкви Святого Франциска.

### Сценарии
- «Алмазы для Марии» (1975)
- «Факты минувшего дня» (1981)

## Награды
- Лауреат Государственной премии РСФСР имени братьев Васильевых — за сценарий кинофильма «Факты минувшего дня» (1982)[6].
- Премии на Всесоюзном конкурсе ВЦСПС и СП СССР за лучшее произведение о рабочих за роман «Техника безопасности» (1977).
- Орден Дружбы народов (16 ноября 1984)[1].